# Dictionnaire des artistes suisses
Le Dictionnaire des artistes suisses (en allemand Schweizerisches Künstler-Lexikon), est le titre d'un dictionnaire biographique en plusieurs volumes sur des artistes suisses.

## Origine
L'ouvrage publié par Johann Caspar Füssli - Geschichte und Abbildung der besten Mahler in der Schweitz (1754-1757) et le titre considérablement élargi Geschichte der besten Künstler in der Schweitz (1769-1779) - étaient obsolètes, l'art suisse était à peine représenté dans les publications étrangères.
Friedrich Otto Pestalozzi, président de la Société des artistes de Zurich vers 1900, a proposé la création d'une Encyclopédie suisse des artistes. Une idée que Carl Brun avait également évoqué lors de son travail en tant qu'employé de la Neuen Allgemeinen Künstler-Lexikon de Nagler et en tant qu'auteur d'articles pour lAllgemeine Deutsche Biographie.
En 1905, Brun est nommé rédacteur en chef du Schweizerischen Künstler-Lexikons par l'Association suisse d'art. Il en a dirigé la création jusqu'à la publication du Supplément en 1917.
La commission éditoriale établie pour la publication se composait de : «F. O. Pestalozzi [1846–1940] in Zürich; Prof. Dr. Daniel Burckhardt [1863–1949] in Basel [Kunsthistoriker]; Prof. Dr. Johann Rudolf Rahn (de) in Zürich; Staatsarchivar Dr. Heinrich Türler in Bern; Ch. Vuillermet, Maler, in Lausanne; Prof. Dr. Carl Brun, in Zürich.».

## Contenu
Le terme « artiste suisse » est défini de manière large. Outre les maîtres nés en Suisse, il faut également tenir compte des maîtres étrangers travaillant en Suisse.
Les articles doivent contenir une brève description de la vie et des études des artistes, avec une liste de leurs principales œuvres et de leur bibliographies, en fonction de l'état de la critique et de la recherche. Ils ne devraient pas avoir le caractère d'une monographie. Les contributions sur les artistes de Suisse alémanique et du canton du Tessin ont été écrites en allemand et sur les artistes de Suisse romande en français.
Outre les peintres, les sculpteurs et architectes, les peintres sur verre, les peintres émailleurs et miniatures, les artistes graphiques, les sculpteurs, les ébénistes, les médaillons, les bossiers en cire, les orfèvres, les forgerons et les métallurgistes, les fondateurs et les potiers devraient également être pris en considération, à condition qu'ils représentent le milieu et la performance moyenne et la diversité des arts.
La rédaction était soutenue par une centaine d'experts de tous les cantons, qui ont rédigé les biographies des artistes à l'aide de modèles standardisés. Les artistes vivants ont également été invités à fournir des informations sur le lieu et la date de naissance, le genre, le programme d'études, les œuvres importantes à mentionner dans l'encyclopédie (en particulier dans les collections publiques) et les prix.
Huber & Co. à Frauenfeld a été choisi comme maison d'édition. L'encyclopédie a été publiée en quatre volumes entre 1905 et 1917 et a été réimprimée telle quelle en 1967 par Verlag Kraus, Nendeln/Liechtenstein.
L'encyclopédie est devenue la première biographie complète de l'art suisse. Les travaux de suite de cet ouvrage de référence ont servi de base à l'encyclopédie des artistes suisses publiée en 1958/1967, 20e siècle,.

## Volumes
- Volume 1 : A–G, 1905
- Volume 2 : H–R, 1908
- Volume 3 : S–Z, 1913
- Volume 4 : Supplement A–Z, 1917